# Robert Roth (Politiker)

Robert Roth

Robert Roth (* 7. Februar 1891 in Liedolsheim; † 13. April 1975 in Karlsruhe) war Reichstagsabgeordneter der NSDAP.

## Leben
Roth war der jüngste von vier Söhnen eines Landwirts. Nach dem Besuch der Volksschule absolvierte er eine Lehre als Zimmermann in Karlsruhe, ging auf Wanderschaft und legte 1909 die Meisterprüfung ab. Im Februar 1921 gründete Roth eine eigene Zimmerei. Seine Militärzeit leistete Roth im Badischen Pionierbataillon Nr. 14 in Kehl ab. In dieser Einheit diente er auch von 1914 bis 1918 während des Ersten Weltkrieges. Zuletzt Vizefeldwebel wurde Roth im Kriegsverlauf dreimal verwundet. Im Juli 1917 heiratete Roth; aus der Ehe gingen sechs Kinder hervor.
Nach eigenen Angaben entwickelte sich Roths politisches Interesse während des Krieges. Auf Empfehlung seines Hauptmannes las er antisemitische Publikationen aus dem Hammer-Verlag von Theodor Fritsch. Zurück in Liedolsheim trat er dem dortigen Turnverein bei, wurde dessen Sportwart und verhinderte in dieser Funktion den von Sozialdemokraten angestrebten Zusammenschluss des Vereins mit dem örtlichen Arbeitersportverein. Roth gründete 1919 einen „Leseklub für Rasse und deutsches Volkstum“, der zunächst Teil des Turnvereins war. Ab 1920 firmierte der Leseklub als Ortsgruppe des Deutschvölkischen Schutz- und Trutzbundes. Dem Leseklub trat auch der Liedolsheimer Landwirt Albert Roth bei, der nicht direkt mit Robert Roth verwandt ist. Nach dem Verbot des Schutz- und Trutzbundes nannte sich der Verein im Sommer 1922 kurzzeitig NSDAP-Ortsgruppe Liedolsheim; es war eine der ersten Ortsgruppen in Baden. Nach dem Verbot der NSDAP in Baden bestand die Gruppe als „Arier-Bund“ weiter. Im Juli 1923 besuchte eine Gruppe von 24 Liedolsheimern – darunter beide Roths sowie der seit Jahresanfang im Ort tätige Lehrer August Kramer – München, offiziell, um am Turnfest teilzunehmen. In München kam es zu einem Treffen mit Hitler, bei dem die formale Aufnahme der Liedolsheimer Gruppe in die NSDAP verabredet wurde. Ein als „Schlageter-Feier“ deklariertes Treffen von Nationalsozialisten in Liedolsheim im gleichen Monat hatte einen Polizeieinsatz zur Folge, bei dem trotz des Einsatzes von 37 Polizisten die Verhaftung der beiden Roths und Kramers angesichts deren Rückhalt in der Bevölkerung misslang.
Nach der Wiederzulassung der NSDAP 1925 trat Roth der Partei zum 10. Januar 1926 bei (Mitgliedsnummer 28.197) und war zeitweise Ortsgruppenleiter für Liedolsheim; ab 1926 trat er für die Partei als Gauredner auf. Seit 1924 gehörte er dem Gemeinderat an. Im Januar 1925 wurde Roth bei Auseinandersetzungen nach der Liedolsheimer Bürgermeisterwahl, bei der sein älterer Bruder Kandidat der extremen Rechten war, durch einen Stich verletzt. Bei Nachforschungen der Parteibürokratie 1938 erwiesen sich Roths Angaben zur Schwere der Verletzung als erheblich übertrieben, so dass die von ihm angestrebte Verleihung des Blutordens unterblieb.
Liedolsheim entwickelte sich in der Weimarer Republik zu einer frühen Hochburg der NSDAP und ihrer Ersatzorganisationen: Auf den Völkisch-Sozialen Block entfielen bei der Reichstagswahl im Mai 1924 51,9 % der Stimmen (Baden: 4,8 %, Reich: 6,6 %). Bei den Wahlen im Dezember 1924 kandidierte Roth für die Deutschvölkische Reichspartei, eine nur im Wahlkreis Baden angetretene Partei, und erzielte in Liedolsheim 35,9 % der Stimmen (Baden: 0,3 %). Die NSDAP erzielte vor Ort bei der Reichstagswahl 1930 49,2 % (Baden: 19,2 %, Reich 18,3 %). Bei dieser Wahl gelang Roth der Einzug in das Parlament; das Mandat behielt er bis Kriegsende im dann bedeutungslosen nationalsozialistischen Reichstag.
Nach der Machtübertragung an die Nationalsozialisten wurde Roth 1933 zum stellvertretenden Präsidenten der Badischen Handwerkskammer bestellt. Im Januar 1940 wurde er Vorsitzender der Handwerkskammer, ein Amt, das er bereits seit April 1937 kommissarisch ausgeübt hatte. Mit der Umbenennung zur Handwerkskammer Oberrhein im Oktober 1942 wurde Roth auch für das de facto annektierte Elsass zuständig. Nach der Auflösung der Handwerkskammer war er von April 1943 bis 1945 als Gauhandwerksmeister Vorsitzender der Handwerksabteilung der Gauwirtschaftskammer Oberrhein. Zudem war er Landeshandwerksmeister in Baden, Reichsinnungsmeister des deutschen Zimmerhandwerks sowie Wehrwirtschaftsführer. In der NSDAP war Roth um 1933 Gauinspektor, später Gauamtsleiter zur besonderen Verwendung im Gau Baden.
Nach der Befreiung vom Nationalsozialismus befand sich Roth von Mai 1945 bis März 1946 in Haft. Anschließend wechselte er mehrfach Wohnort und Beruf. Es ist nicht bekannt, warum Roth nur vergleichsweise kurz inhaftiert war. In der Entnazifizierung wurde im Januar 1950 in der französischen Besatzungszone eine Klageschrift erstellt, die Roth als „Schuldigen“ einstufte. Die als sehr milde geltende Handhabung der Entnazifizierung in der französischen Zone führte zu Protesten in Liedolsheim, so dass das Verfahren nach Karlsruhe abgegeben wurde, das in der amerikanischen Zone lag. Im April 1951 wurde Roth von der dortigen Zentralspruchkammer in die Gruppe der „Belasteten“ eingeordnet. Als Sühnemaßnahme sollten 10 % seines Vermögens eingezogen werden. Roth legte Berufung ein. In dem bis Anfang 1955 sich hinziehenden Verfahren erreichte Roth eine Reduzierung der Sühnemaßnahme, musste aber erheblich höhere Gerichtskosten tragen. Im Zuge des Entnazifizierungsverfahrens erklärte der Liedolsheimer Bürgermeister im November 1953, Roth stehe „überall, nur nicht auf dem Boden der Demokratie“. Zudem sei er Förderer der verbotenen Sozialistischen Reichspartei beziehungsweise ihrer Nachfolgeorganisationen.
Roths Zimmereibetrieb, der 1951 noch 20 Arbeiter und vier Lehrlinge beschäftigt haben soll, ging 1956 in Konkurs und wurde im September 1957 zwangsversteigert.